# Humain
Humain is een plaats en deelgemeente van de Belgische stad Marche-en-Famenne.
Humain ligt in de provincie Luxemburg en was tot 1 januari 1977 een zelfstandige gemeente.

## Demografische ontwikkeling
- Bronnen:NIS, Opm:1831 tot en met 1970=volkstellingen, 1976= inwoneraantal op 31 december

Deelgemeenten: Aye · Hargimont · Humain · Marche-en-Famenne · On · Roy · Waha

Overige dorpen: Champlon-Famenne · Grimbiémont · Hollogne · Jemeppe · Lignières · Marloie · Verdenne 

Belgische gemeenten · Arrondissement Marche-en-Famenne · Luxemburg · Wallonië